# Ърнест Гелнър
Ърнест Гелнър (на английски: Ernest André Gellner) e чешко-британски философ и социален антрополог, професор по философия, логика и научна методология в Лондонското училище по икономика и Лондонския университет (1962 – 1984), професор по социална антропология в Кеймбриджкия университет (1984 – 1993), основател и директор на Центъра по изследване на национализма към Централноевропейския университет в Будапеща (1993 – 1995). Вестникарските некролози го описват като един от най-мощните интелектуалци в света и като „рицар, обявил кръстоносен поход в името на критическия рационализъм“.

## Биография
Роден е на 9 декември 1925 година в Париж, Франция, в семейството на германоезични евреи от Чехия. До 13-годишната си възраст учи в английско училище в Прага (Чехословакия). През 1939 г., в навечерието на хитлеристката окупация на Чехословакия, заедно със семейството си емигрира във Великобритания. Висшето си образование получава в Оксфорд. През 1944 г., след завършването на първи курс, се записва като доброволец в Първа чехословашка отделна механизирана бригада и участва в обсадата на Дюнкерк.
В Лондонското училище по икономика следва от 1949 г. През 1959 г. излиза първата му книга – „Думи и неща. Критически анализ на лингвистичната философия и изследване на идеологията“. През 1961 г. става доктор по философия на Кеймбриджкия университет, а на следващата година – професор по философия, логика и научен метод.
От началото на 60-те години на ХХ век активно работи в областта на социалната антропология и на политологията, като развива собствена теория на национализма, която получава завършена форма в труда му „Нации и национализъм“ (1983). Поставяйки в основата на обществото културата и организацията, Гелнер определя национализма като „политически принцип, според който културното сходство е основа на социалните връзки“. Национализмът според Гелнер е продукт на индустриалното общество, тъй като за възникването му задължителни фактори са високата степен на развитие на културата, достъпността ѝ до широките маси от населението (което поражда необходимост от културно еднообразие), активното икономическо развитие (като условие за социална мобилност) и породената от него необходимост от културна стандартизация. Национализмът възниква в държави с нация „титуляр“, при това преходът към него при всяка държава е индивидуален. Гелнер обявява за тържество на национализма принципа на самоопределение на нациите, провъзгласен след Първата световна война, и създаването на националните държави на територията на дотогавашните империи.
През 1993 г. в Карловия университет в Прага по инициатива на Гелнър и Джордж Сорос се създава Център по изследване на национализма, а Гелнър поема ръководството му до самата си смърт.
Умира на 5 ноември 1995 година в Прага на 69-годишна възраст.

## Избрана библиография

### Книги
- Words and Things, A Critical Account of Linguistic Philosophy and a Study in Ideology, London: Gollancz; Boston: Beacon (1959).
- Thought and Change (1964)
- Saints of the Atlas (1969)
- Contemporary Thought and Politics (1974)
- The Devil in Modern Philosophy (1974)
- Legitimation of Belief (1974)
- Spectacles and Predicaments (1979)
- Soviet and Western Anthropology (1980) (съставител)
- Muslim Society (1981)
- Nations and Nationalism (1983)
- Relativism and the Social Sciences (1985)
- The Psychoanalytic Movement (1985)
- The Concept of Kinship and Other Essays (1986)
- Culture, Identity and Politics (1987)
- State and Society in Soviet Thought (1988)
- Plough, Sword and Book (1988)
- Postmodernism, Reason and Religion (1992)
- Conditions of Liberty (1994)
- Anthropology and Politics: Revolutions in the Sacred Grove (1995)
- Nationalism (1997)
- Language and Solitude: Wittgenstein, Malinowski and the Habsburg Dilemma (1998)

### На български
- Нации и национализъм. Прев. Ив. Ватова и Алб. Знеполска. София: Панорама, 1999, 197 с.
- Срещи с национализма. София: ЛИК, 2002, 252 с.

### За него
- Smith, Anthony D, Nations and Nationalism In a Global Era. Cambridge: Polity Press, 1995.
- Smith, Anthony D, Nationalism and Modernism: A Critical Survey of Recent Theories of Nations and Nationalism. London: Routledge, 1998.
- Malesevic, Sinisa and Mark Haugaard (eds). Ernest Gellner and Contemporary Social Thought. Cambridge: Cambridge University Press, 2007.
- Hall, John A. Ernest Gellner: An Intellectual Biography. London: Verso, 2010.